# Miguel Simão
Miguel Simão (sinh ngày 26 tháng 2 năm 1973) là một cầu thủ bóng đá người Bồ Đào Nha.

## Sự nghiệp câu lạc bộ
Miguel Simão đã từng chơi cho Sanfrecce Hiroshima.

## Thống kê câu lạc bộ

### J.League
| Đội                 | Năm       | J.League | J.League | J.League Cup | J.League Cup | Tổng cộng | Tổng cộng |
| Đội                 | Năm       | Trận     | Bàn      | Trận         | Bàn          | Trận      | Bàn       |
| ------------------- | --------- | -------- | -------- | ------------ | ------------ | --------- | --------- |
| Sanfrecce Hiroshima | 2000      | 3        | 0        | 3            | 1            | 6         | 1         |
| Tổng cộng           | Tổng cộng | 3        | 0        | 3            | 1            | 6         | 1         |